# DHL Air Austria
DHL Air Austria (kurz DHA) ist eine österreichische Frachtfluggesellschaft mit Sitz am Flughafen Wien-Schwechat und Basis auf dem Flughafen Leipzig/Halle. Sie ist eine Tochtergesellschaft der Deutsche Post DHL Group führt als Teil der Fluggesellschaften der DHL Flüge in deren Kurz- und Mittelstreckennetz durch.

## Geschichte
DHL Air Austria wurde im Jahr 2021 mit dem Ziel gegründet, Boeing-757-Frachtmaschinen sowie Beschäftigte der DHL Air UK aufgrund der Folgen des Brexit zu übernehmen. Sie erhielt im Oktober 2021 von Austro Control das Air Operator Certificate (Luftverkehrsbetreiberzeugnis). Der Erstflug nach Wien fand am 8. November 2021 statt. Hierfür wurde eigens das Flugzeug mit dem Kennzeichen OE-LNZ verwendet, welches mit Spezial-Stickern „Servus Austria!“/„Hello Austria!“ versehen ist.
DHL Air Austria übernahm in der Folge 17 weitere Boeing 757-200 von der DHL Air UK.
Der operative Flugbetrieb konnte im März 2022 aufgenommen und erstmals vollständig von Wien aus abgewickelt werden. Mit Stand Oktober 2022 beschäftigt DHL Air Austria 54 Mitarbeiter am Firmensitz Flughafen Wien-Schwechat.
Im Jahr 2023 plant DHL Air Austria den Ausbau der Flotte mit Flugzeugen vom Typ Boeing 767.

## Flotte
Die Flotte der DHL Air Austria besteht mit Stand April 2025 aus 21 Flugzeugen mit einem Durchschnittsalter von 26,4 Jahren:
| Flugzeugtyp        | Anzahl | bestellt | Anmerkungen                                                              | Durchschnittsalter |
| ------------------ | ------ | -------- | ------------------------------------------------------------------------ | ------------------ |
| Boeing 757-200PF   | 18     |          | zehn mit Winglets ausgestattet; eine inaktiv; betrieben für DHL Aviation | 26,5 Jahre         |
| Boeing 767-300BDSF | 03     | 1        | mit Winglets ausgestattet; betrieben für DHL Aviation                    | 25,5 Jahre         |
| Gesamt             | 21     | 1        |                                                                          | 26,4 Jahre         |